# Szokásjog
A szokásjog (más néven jogszokás vagy nem hivatalos jog) a legősibb jogforrás, egy adott társadalmi környezetben elfogadott és követett viselkedési minta. A szokásokban megnyilvánuló magatartási minta az állami elismerés és  kikényszeríthetőség által válik joggá. A szokásjognak a törvényeket pótló, kiegészítő illetve azokat rontó szerepe is lehet.
Feltételei:
- a társadalmi szereplők egy bizonyos joggyakorlatot betartanak és
- azt jognak tekintik (opinio juris).

A legtöbb szokásjog olyan közösségi normákat foglal magába, amelyeket egy adott területen régóta bevett szokások alapoznak meg. A kifejezés azonban a nemzetközi jog olyan területeire is vonatkozhat, ahol bizonyos normákat közel egyetemesen elfogadnak, mint a törvényes rend alapjait – például a kalózkodás vagy a rabszolgaság elleni törvények (lásd hostis humani generis). Sok esetben, bár nem mindig, a szokásjogot támogató bírósági határozatok és az idővel kialakult ítélkezési gyakorlat további súlyt ad a jogként való elismerésüknek, valamint az ilyen jognak az érintett bíróságok általi értelmezésében bekövetkezett fejlődési pályát (ha van ilyen) is mutatja.

## Nemzetközi szokásjog
A nemzetközi szokásjog az államok részéről hosszabb időn át követett és jogilag kötelezőnek tekintett gyakorlat által megerősített íratlan szabályok összessége, azaz két vagy több állam olyan akarategyezése, amely nem szerződésekben vagy más írott jogszabályban jut kifejezésre, hanem hallgatólagosan, a ténylegesen követett magatartásukban.
A szokásjognak a nemzetközi jogban hosszú történelmi időszakokon keresztül szinte kizárólagos szerepe volt és ma is fontos, a nemzetközi szerződésekkel azonos értékű jogforrás, mivel a nemzetközi jog kodifikációja csak lassan halad előre.
A szokásjog az új államokra is kötelező, mivel azzal, hogy belépnek a nemzetközi térbe és államközi kapcsolatokat alakítanak ki, hallgatólagosan elismerik az ezeket a kapcsolatokat rendező addigi szabályokat.
A nemzetközi szokásjog azonban továbbra is bizonytalan fogalom, földrajzi és társadalmi adottságok miatt sok benne az eltérés, ezért alkalmazásával kapcsolatban sok a bizonytalanság. Hátránya, hogy a kialakításában általában a hagyományos nagyhatalmak érdekei érvényesültek.
A nemzetközi jog kodifikációjának előrehaladtával a szokásjog a nemzetközi jog írott forrásává válhat, ezzel elveszti szokásjog jellegét.
A nemzetközi szokásjogot fontos megkülönböztetni a nemzetközi udvariasságtól (comitas gentium), mivel utóbbinak a figyelmen kívül hagyása nem sérti a nemzetközi jogot, így szankciókat sem vonhat maga után.